# ويليام كاميرون فوربس
ويليام كاميرون فوربس (بالإنجليزية: William Cameron Forbes)‏ هو دبلوماسي وكاتب أمريكي، ولد في 21 مايو 1870 في ميلتون في الولايات المتحدة، وتوفي في 24 ديسمبر 1959 في بوسطن في الولايات المتحدة.

## وصلات خارجية
- ويليام كاميرون فوربس على موقع أوليمبيديا (الإنجليزية)